# Ґреґ Макфадден
Ґреґ Макфадден (англ. Greg McFadden, 26 серпня 1964) — австралійський тренер з жіночого водного поло.
Призер Олімпійських Ігор 2008, 2012 років, учасник 1992, 2016 років.
Призер Чемпіонату світу з водних видів спорту 2007, 2013 років.